# セニョールセニョーラセニョリータ/Gigpigブギ
「セニョールセニョーラセニョリータ/Gigpigブギ」（セニョールセニョーラセニョリータ/ギグピッグブギ）は、雅-miyavi-のメジャー4枚目のシングル。2006年1月18日発売。発売元はユニバーサルJ。

## 概要
- 前作から3ヶ月ぶり。初回盤A[1]・B[2]、通常盤[3]計3タイプ同時リリース。
- 「セニョールセニョーラセニョリータ」は前作と打って変わりスパニッシュのサウンドを効かせたラテンチューン。
- 「Gigpigブギ」はロカビリー調のリズムよい楽曲となっている。
- 「やっぱりメグミが好き」は、某ラジオ番組で企画された吉田尚記とのコラボ楽曲を音源化した。
- 初回盤A・Bは「セニョールセニョーラセニョリータ」と「Gigpigブギ」それぞれのMV収録DVD同梱。
- 初回盤Aは振付教則映像、セニョールカスタネット、タトゥーシール、ステッカーが付属。
- 全3タイプ購入者には、応募者全員特典DVDが進呈される。

## 収録曲
作詞・作曲：雅-miyavi-（特記以外）／編曲:雅-miyavi-、堤秀樹

### 初回盤A

#### CD
1. セニョールセニョーラセニョリータ
2. Gigpigブギ
3. やっぱりメグミが好き～独奏～
  - 作詞：雅-miyavi-、吉田尚記

#### DVD
1. セニョール セニョーラ セニョリータ PV
2. 振付教則ビデオ的映像

### 初回盤B

#### CD
1. Gigpigブギ
2. セニョールセニョーラセニョリータ
3. Gigpigブギ～独奏～

#### DVD
1. Gigpigブギ PV

### 通常盤

#### CD
1. セニョールセニョーラセニョリータ
2. Gigpigブギ
3. やっぱりメグミが好き～独奏～